# 南亜科技
南亜科技（ナンヤ・テクノロジー、南亞科技股份有限公司、Nanya Technology Corporation、NTC）は、DRAM製造とファウンドリを行う台湾の半導体メーカー。台塑集團傘下の南亜グループに所属している。台湾、日本、米国、欧州、中国に拠点がある。2023年第1四半期のDRAM市場シェアは2.2%で、サムスン電子、マイクロン・テクノロジー、SKハイニックスに次ぐ世界第4位に位置している。

## 歴史
- 1995年3月4日に沖電気との合弁事業として設立された[2]。その前後に沖電気とDRAM製造に関する技術ライセンス契約を結んでいる[2]。
- 1995年に第1工場、1998年に第2工場、2006年に第3工場が建設開始[2]。
- 2002年、東京に支社を設立[2]。
- 2017年8月1日、新北市泰山区に新本社を開設[3]。
- 2018年、ロイターのTop 100 Global Tech Leaders、ダウ・ジョーンズ・サステナビリティ・インデックス（DJSI）、台湾コーポレート・サステナビリティ賞（TCSA）を受賞[2]。台湾証券取引所の企業ガバナンス評価で上位5％にランクイン[2]。
- 2021年4月20日、新北市にEUV露光装置を備えた10nmクラスのDRAM工場を建設する計画を発表[4]。2022年6月23日に起工[1][5]。